# Krasznokvajda
Krasznokvajda (Slowaaks : Krásnik Vajda) is een plaats (község) en gemeente in het Hongaarse comitaat Borsod-Abaúj-Zemplén aan de Slowaakse grens. Krasznokvajda telt 524 inwoners (2001).

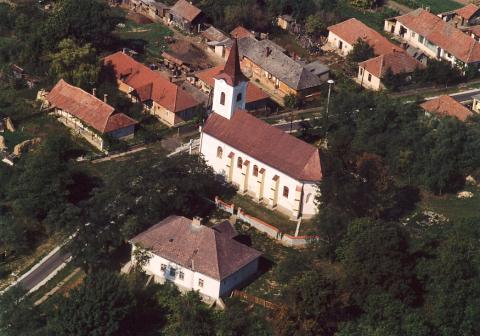
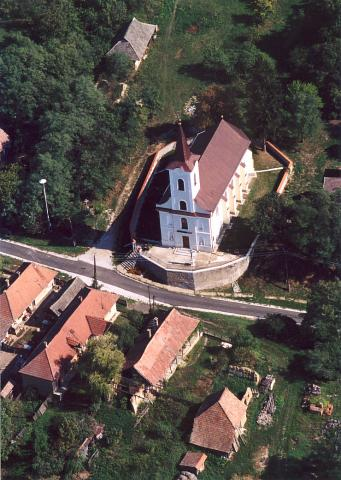